# Liste der Resolutionen des UN-Sicherheitsrates (1952)
Diese Liste der Resolutionen des UN-Sicherheitsrates nennt die beiden vom Sicherheitsrat der Vereinten Nationen im Jahr 1952 verabschiedeten Resolutionen.
| Nummer | Beschluss vom | Gegenstand                             | Mission |
| ------ | ------------- | -------------------------------------- | ------- |
| 97     | 30. Januar    | Rüstungsbeschränkungen und Abrüstung   |         |
| 98     | 23. Dezember  | Situation zwischen Indien und Pakistan |         |